# Gulstrupig skogssångare
Gulstrupig skogssångare (Setophaga dominica) är en nordamerikansk fågel i familjen skogssångare inom ordningen tättingar.

## Utseende
Gulstrupig skogssångare är med en kroppslängd på 13–14 centimeter en kraftig skogssångare, välproportionelig i formen och med relativt tjock och lång näbb. Den är karakteristiskt kraftigt tecknad i grått, svart och gult: grå ovansida med vita vingband, vit undersida, gul strupe, svart kind, vitt ögonbrynsstreck och en vit fläck på sidan av halsen. Könen är i princip lika där honan bara är något blekare i färgerna.

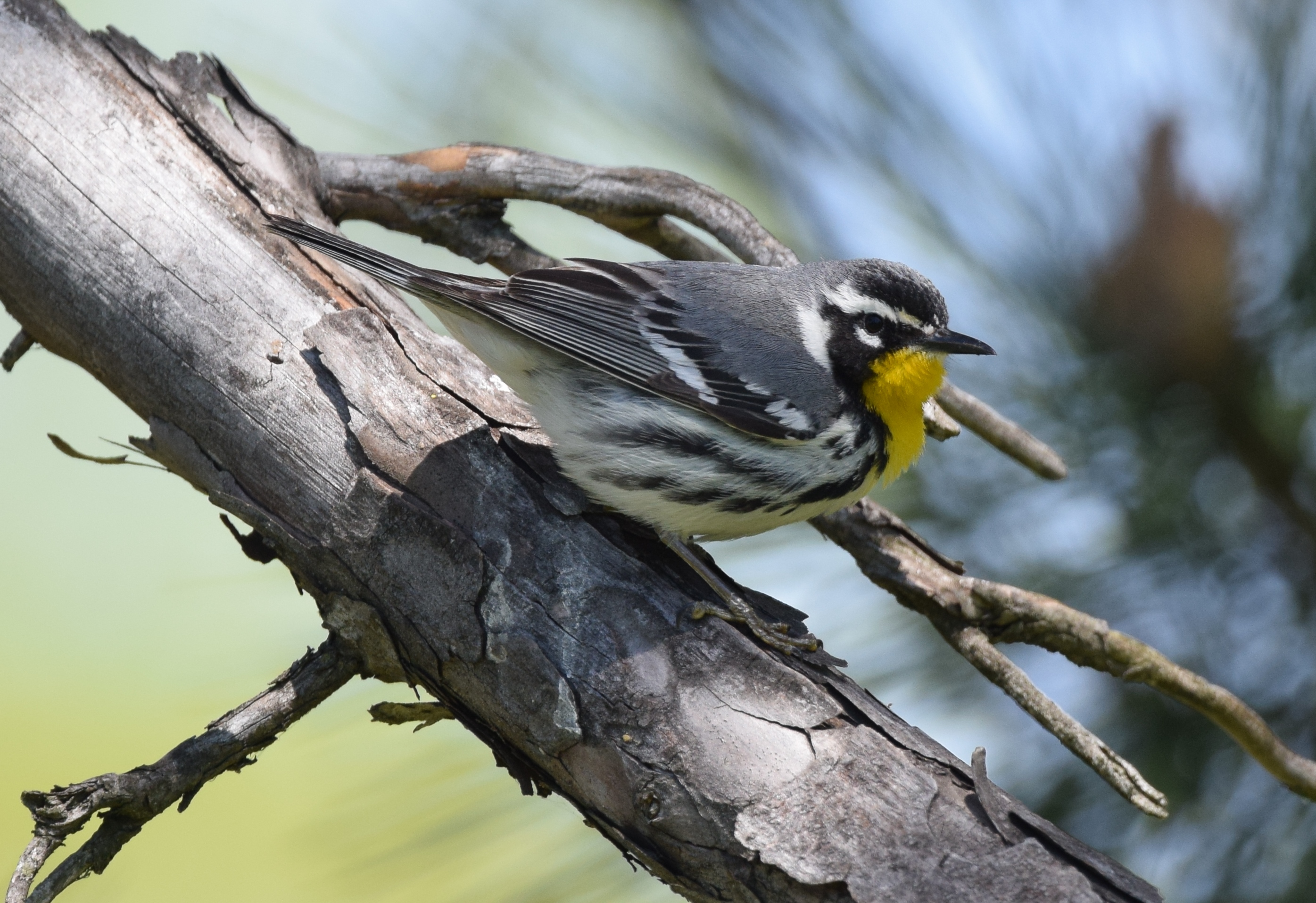

## Läte
Sången består av en enkel serie med klara stigande visslingar, i engelsk litteratur återgiven "teedl teedl teedl teedl teedl teedl teew teew twee". Lätet är ett mjukt "chip" och i flykten hörs ljusa "seet".

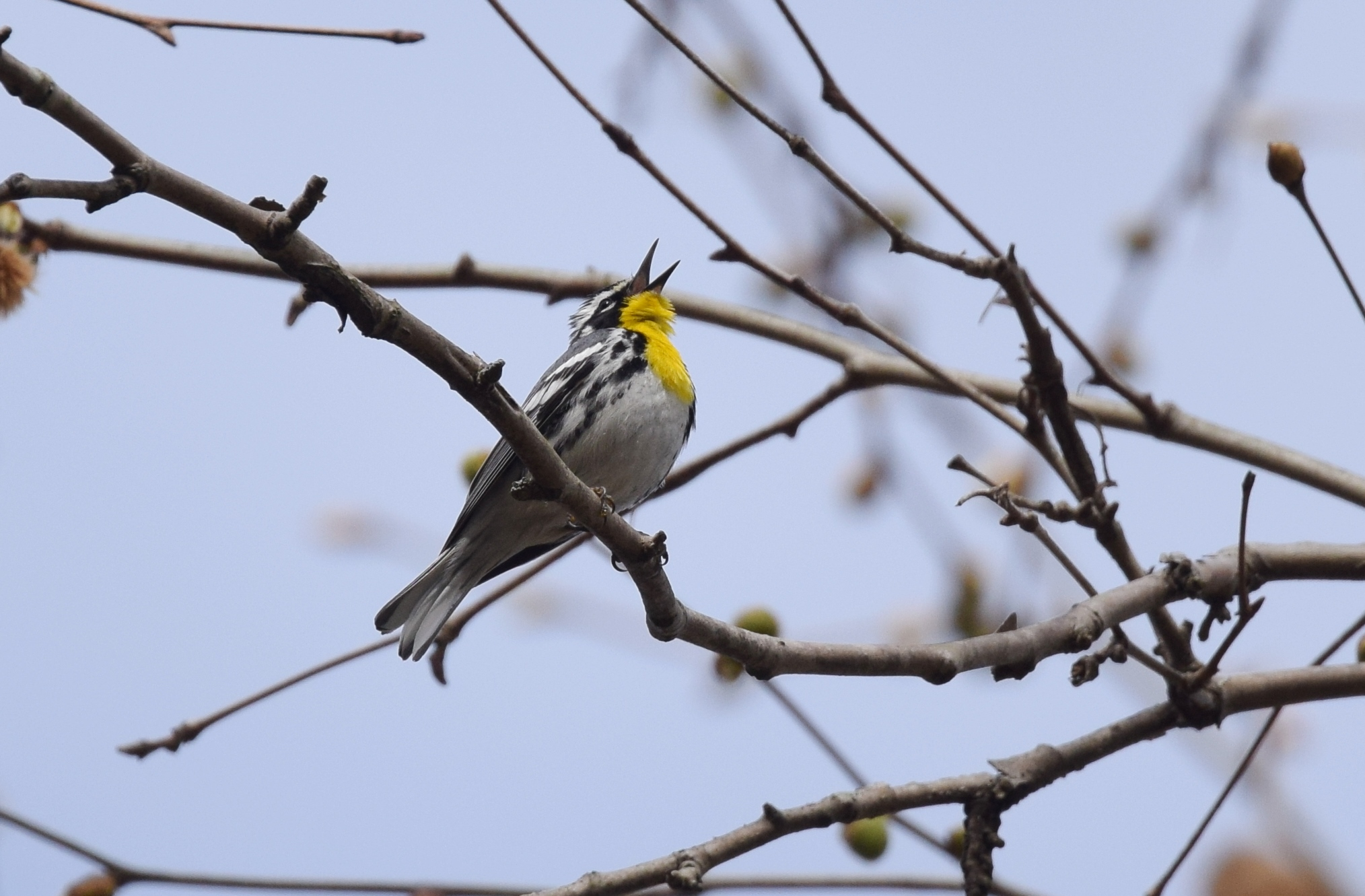
Sjungande hane.

## Utbredning och systematik
Gulstrupig skogssångare delas upp i tre underarter i två grupper med följande utbredning:
- Setophaga dominica albilora – östcentrala och sydöstra USA, övervintrar till Costa Rica, Kuba och Jamaica
- dominica-gruppen
  - Setophaga dominica dominica – New Jersey till centrala Florida, övervintrar till Bahamas och Stora Antillerna
  - Setophaga dominica stoddardi – sydligaste Alabama och nordvästra Florida

Vissa behandlar arten istället som monotypisk. Tidigare behandlades bahamaskogssångare (S. flavescens) som en underart till gulstrupig skogssångare.

Gulstrupig skogssångare är en mycket sällsynt gäst i Europa, med ett enda fynd i Azorerna 16–17 oktober 2013.

### Släktestillhörighet
Tidigare placerades den tillsammans med ett stort antal andra arter i släktet Dendroica. DNA-studier visar dock att rödstjärtad skogssångare (Setophaga ruticilla) är en del av denna grupp. Eftersom Setophaga har prioritet före Dendroica inkluderas numera alla Dendroica-arter i Setophaga.

## Levnadssätt
Gulstrupig skogssångare trivs i högväxta träd i låglänt gammelskog, antingen i tallskog eller i sumpskog med plataner och sumpcypress. Vintertid påträffas den i liknande miljöer, men även i ungskog, parker, trädgårdar och bland palmer. Fågeln födosöker ofta efter insekter upp-och-ner likt en nötväcka.

### Häckning
Det är huvudsakligen honan som bygger det skålformade boet som placeras uppe i trädkronorna nära grentoppar eller i hängande spansk mossa. Däri lägger hon tre till fem ägg som ruvas i tolv till 13 dagar.

## Status och hot
Arten har ett stort utbredningsområde och en stor population, och tros öka i antal. Utifrån dessa kriterier kategoriserar IUCN arten som livskraftig (LC). Mellan 1966 och 2014 tros arten ha ökat sitt bestånd med 50 %. Världspopulationen uppskattas till två miljoner vuxna individer.